# Giải bóng đá vô địch quốc gia Luxembourg
Giải bóng đá vô địch quốc gia Luxembourg (tiếng Luxembourg: Nationaldivisioun, tiếng Pháp: Division Nationale, tiếng Đức: Nationaldivision), được gọi là BGL Ligue vì lý do tài trợ, là giải bóng đá cao nhất tại Luxembourg. Cho đến năm 2011, giải đấu được gọi là BGL Ligue, sau khi Liên đoàn bóng đá Luxembourg ký được hợp đồng tài trợ với Fortis. Trước năm 2006, giải đấu có 12 đội, nhưng đã mở rộng lên 14 đội vào mùa giải 2006–07. Sau khi mùa giải trước bị hủy bỏ, mùa giải 2020–21 chứng kiến sự mở rộng hơn nữa của giải đấu lên 16 đội. Nhà vô địch hiện tại là Differdange 03.
Giải đấu được tổ chức lần đầu tiên vào năm 1909–10, và được tổ chức hàng năm kể từ đó, ngoại trừ mùa giải 1912–13 và bốn mùa giải trong Thế chiến thứ hai. Giải đấu cũng bị hủy bỏ sau 17 trận đấu trong mùa giải 2019–20 do đại dịch COVID-19.
Giải đấu được gọi là Giải vô địch Luxembourg (tiếng Luxembourg: Lëtzebuerger Championnat, tiếng Pháp: Championnat Luxembourgeois) cho đến năm 1913–14. Từ mùa giải 1914–15 cho đến 1931–32 nó được gọi là Premier Division (tiếng Luxembourg: Éischt Divisioun, tiếng Pháp: Première Division). Sau đó nó được gọi là Division of Honor (tiếng Luxembourg: Éirendivisioun, tiếng Pháp: Division d'Honneur) từ năm 1932–33 đến 1956–57. Kể từ mùa giải 1957–58, giải đấu được gọi là National Division.

## Các câu lạc bộ mùa giải 2021-22
| Đội                   | Số lần tham dự |
| --------------------- | -------------- |
| US Bad Mondorf        | 11             |
| FC Differdingen 03    | 15             |
| F91 Düdelingen        | 29             |
| CS Fola Esch          | 62             |
| Jeunesse Esch         | 97             |
| Etzella Ettelbrück    | 35             |
| FC RM Hamm Benfica    | 132            |
| Swift Hesperingen     | 22             |
| US Hostert            | 6              |
| RFC Union Luxemburg   | 15             |
| FC Progrès Niederkorn | 69             |
| Union Titus Petingen  | 5              |
| FC Rodingen 91        | 7              |
| FC Victoria Rosport   | 13             |
| FC UNA Strassen       | 6              |
| FC Wiltz 71           | 26             |

## Danh sách các đội vô địch
Các Đội vô địch (tên đội bằng tiếng Pháp):
| Năm       | Vô địch | Á quân |
| --------- | --- | --- |
| 1909–10   | Racing Club Luxembourg | US Hollerich |
| 1910–11   | Sporting Club Luxembourg | Sporting Club Differdange |
| 1911–12   | US Hollerich | Sporting Club Luxembourg |
| 1912–13   | Không được tổ chức | Không được tổ chức |
| 1913–14   | US Hollerich | Sporting Club Luxembourg |
| 1914–15   | US Hollerich | Jeunesse Esch |
| 1915–16   | US Hollerich | Sporting Club Luxembourg |
| 1916–17   | US Hollerich | Fola Esch |
| 1917–18   | Fola Esch | US Hollerich |
| 1918–19   | Sporting Club Luxembourg | Fola Esch |
| 1919–20   | Fola Esch | Stade Dudelange |
| 1920–21   | Jeunesse Esch | Fola Esch |
| 1921–22   | Fola Esch | Union Luxembourg |
| 1922–23   | Red Boys Differdange | Stade Dudelange |
| 1923–24   | Fola Esch | Spora Luxembourg |
| 1924–25   | Spora Luxembourg | Stade Dudelange |
| 1925–26   | Red Boys Differdange | Spora Luxembourg |
| 1926–27   | Union Luxembourg | Red Boys Differdange |
| 1927–28   | Spora Luxembourg | Stade Dudelange |
| 1928–29   | Spora Luxembourg | Fola Esch |
| 1929–30   | Fola Esch | Spora Luxembourg |
| 1930–31   | Red Boys Differdange | Spora Luxembourg |
| 1931–32   | Red Boys Differdange | Progrès Niederkorn |
| 1932–33   | Red Boys Differdange | Spora Luxembourg |
| 1933–34   | Spora Luxembourg | Red Boys Differdange |
| 1934–35   | Spora Luxembourg | Red Boys Differdange |
| 1935–36   | Spora Luxembourg | Jeunesse Esch |
| 1936–37   | Jeunesse Esch | Progrès Niederkorn |
| 1937–38   | Spora Luxembourg | Jeunesse Esch |
| 1938–39   | Stade Dudelange | US Dudelange |
| 1939–40   | Stade Dudelange | US Dudelange |
| 1941–1944 | Không được tổ chức do Chiến tranh thế giới thứ hai. Ngoài ra, chính phủ Đức buộc các đội bóng đến từ Luxembourg phải chơi ở giải vô địch Đức. | Không được tổ chức do Chiến tranh thế giới thứ hai. Ngoài ra, chính phủ Đức buộc các đội bóng đến từ Luxembourg phải chơi ở giải vô địch Đức. |
| 1944–45   | Stade Dudelange | Spora Luxembourg |
| 1945–46   | Stade Dudelange | US Dudelange |
| 1946–47   | Stade Dudelange | US Dudelange |
| 1947–48   | Stade Dudelange | Union Luxembourg |
| 1948–49   | Spora Luxembourg | Fola Esch |
| 1949–50   | Stade Dudelange | National Schifflange |
| 1950–51   | Jeunesse Esch | National Schifflange |
| 1951–52   | National Schifflange | Spora Luxembourg |
| 1952–53   | Progrès Niederkorn | Jeunesse Esch |
| 1953–54   | Jeunesse Esch | Fola Esch |
| 1954–55   | Stade Dudelange | Fola Esch |
| 1955–56   | Spora Luxembourg | Stade Dudelange |
| 1956–57   | Stade Dudelange | Jeunesse Esch |
| 1957–58   | Jeunesse Esch | Red Boys Differdange |
| 1958–59   | Jeunesse Esch | Spora Luxembourg |
| 1959–60   | Jeunesse Esch | Stade Dudelange |
| 1960–61   | Spora Luxembourg | Jeunesse Esch |
| 1961–62   | Union Luxembourg | Alliance Dudelange |
| 1962–63   | Jeunesse Esch | Union Luxembourg |
| 1963–64   | Aris Bonnevoie | Union Luxembourg |
| 1964–65   | Stade Dudelange | Union Luxembourg |
| 1965–66   | Aris Bonnevoie | Union Luxembourg |
| 1966–67   | Jeunesse Esch | Spora Luxembourg |
| 1967–68   | Jeunesse Esch | US Rumelange |
| 1968–69   | Avenir Beggen | Jeunesse Esch |
| 1969–70   | Jeunesse Esch | US Rumelange |
| 1970–71   | Union Luxembourg | Aris Bonnevoie |
| 1971–72   | Aris Bonnevoie | US Rumelange |
| 1972–73   | Jeunesse Esch | Union Luxembourg |
| 1973–74   | Jeunesse Esch | Red Boys Differdange |
| 1974–75   | Jeunesse Esch | Avenir Beggen |
| 1975–76   | Jeunesse Esch | Red Boys Differdange |
| 1976–77   | Jeunesse Esch | Progrès Niederkorn |
| 1977–78   | Progrès Niederkorn | Jeunesse Esch |
| 1978–79   | Red Boys Differdange | Progrès Niederkorn |
| 1979–80   | Jeunesse Esch | Red Boys Differdange |
| 1980–81   | Progrès Niederkorn | Red Boys Differdange |
| 1981–82   | Avenir Beggen | Progrès Niederkorn |
| 1982–83   | Jeunesse Esch | Avenir Beggen |
| 1983–84   | Avenir Beggen | Red Boys Differdange |
| 1984–85   | Jeunesse Esch | Red Boys Differdange |
| 1985–86   | Avenir Beggen | Jeunesse Esch |
| 1986–87   | Jeunesse Esch | Avenir Beggen |
| 1987–88   | Jeunesse Esch | Spora Luxembourg |
| 1988–89   | Spora Luxembourg | Jeunesse Esch |
| 1989–90   | Union Luxembourg | Avenir Beggen |
| 1990–91   | Union Luxembourg | Jeunesse Esch |
| 1991–92   | Union Luxembourg | Avenir Beggen |
| 1992–93   | Avenir Beggen | Union Luxembourg |
| 1993–94   | Avenir Beggen | CS Grevenmacher |
| 1994–95   | Jeunesse Esch | CS Grevenmacher |
| 1995–96   | Jeunesse Esch | CS Grevenmacher |
| 1996–97   | Jeunesse Esch | CS Grevenmacher |
| 1997–98   | Jeunesse Esch | Union Luxembourg |
| 1998–99   | Jeunesse Esch | F91 Dudelange |
| 1999–2000 | F91 Dudelange | CS Grevenmacher |
| 2000–01   | F91 Dudelange | CS Grevenmacher |
| 2001–02   | F91 Dudelange | CS Grevenmacher |
| 2002–03   | CS Grevenmacher | F91 Dudelange |
| 2003–04   | Jeunesse Esch | F91 Dudelange |
| 2004–05   | F91 Dudelange | FC Etzella Ettelbruck |
| 2005–06   | F91 Dudelange | Jeunesse Esch |
| 2006–07   | F91 Dudelange | FC Etzella Ettelbruck |
| 2007–08   | F91 Dudelange | Racing FC Union Luxembourg |
| 2008–09   | F91 Dudelange | FC Differdange 03 |
| 2009–10   | Jeunesse Esch | F91 Dudelange |
| 2010–11   | F91 Dudelange | Fola Esch |
| 2011–12   | F91 Dudelange | Jeunesse Esch |
| 2012–13   | Fola Esch | F91 Dudelange |
| 2013–14   | F91 Dudelange | Fola Esch |
| 2014–15   | Fola Esch | FC Differdange 03 |
| 2015–16   | F91 Dudelange | Fola Esch |
| 2016–17   | F91 Dudelange | FC Differdange 03 |
| 2017–18   | F91 Dudelange | Progrès Niederkorn |
| 2018–19   | F91 Dudelange | Fola Esch |
| 2019–20   | Không trao giải do COVID-19 | Không trao giải do COVID-19 |
| 2020–21   | Fola Esch | F91 Dudelange |
| 2021–22   | F91 Dudelange | FC Differdange 03 |
| 2022–23   | Swift Hesperange | Progrès Niederkorn |
| 2023–24   | FC Differdange 03 | Swift Hesperange |
| 2024–25   | FC Differdange 03 | UNA Strassen |

## Thống kê
Các đội được in đậm vẫn đang thi đấu tại Giải vô địch quốc gia. Các đội được in nghiêng không còn tồn tại nữa.
| Câu lạc bộ                 | Vô địch | Á quân | Năm vô địch |
| -------------------------- | ------- | ------ | --- |
| Jeunesse Esch              | 28      | 13     | 1920–21, 1936–37, 1950–51, 1953_54, 1957–58, 1958–59, 1959–60, 1962–63, 1966–67, 1967–68, 1969–70, 1972–73, 1973–74, 1974–75, 1975–76, 1976–77, 1979–80, 1982–83, 1984–85, 1986–87, 1987–88, 1994–95, 1995–96, 1996–97, 1997–98, 1998–99, 2003–04, 2009–10 |
| F91 Dudelange              | 16      | 6      | 1999–2000, 2000–01, 2001–02, 2004–05, 2005–06, 2006–07, 2007–08, 2008–09, 2010–11, 2011–12, 2013–14, 2015–16, 2016–17, 2017–18, 2018–19, 2021–22 |
| CA Spora Luxembourg        | 11      | 10     | 1924–25, 1927–28, 1928–29, 1933–34, 1934–35, 1935–36, 1937–38, 1948–49, 1955–56, 1960–61, 1988–89 |
| Stade Dudelange            | 10      | 6      | 1938–39, 1939–40, 1944–45, 1945–46, 1946–47, 1947–48, 1949–50, 1954–55, 1956–57, 1964–65 |
| CS Fola Esch               | 8       | 11     | 1917–18, 1919–20, 1921–22, 1923–24, 1929–30, 2012–13, 2014–15, 2020–21 |
| FA Red Boys Differdange    | 6       | 10     | 1922–23, 1925–26, 1930–31, 1931–32, 1932–33, 1978–79 |
| Union Luxembourg           | 6       | 9      | 1926–27, 1961–62, 1970–71, 1989–90, 1990–91, 1991–92 |
| FC Avenir Beggen           | 6       | 5      | 1968–69, 1981–82, 1983–84, 1985–86, 1992–93, 1993–94 |
| US Hollerich Bonnevoie     | 5       | 2      | 1911–12, 1913–14, 1914–15, 1915–16, 1916–17 |
| FC Progrès Niederkorn      | 3       | 6      | 1952–53, 1977–78, 1980–81 |
| FC Aris Bonnevoie          | 3       | 1      | 1963–64, 1965–66, 1971–72 |
| Differdange 03             | 2       | 4      | 2023–24, 2024–25 |
| Sporting Club Luxembourg   | 2       | 3      | 1910–11, 1918–19 |
| CS Grevenmacher            | 1       | 7      | 2002–03 |
| National Schifflange       | 1       | 2      | 1951–52 |
| Swift Hesperange           | 1       | 1      | 2022–23 |
| Racing Club Luxembourg     | 1       | -      | 1909–10 |
| US Dudelange               | -       | 4      | |
| US Rumelange               | -       | 3      | |
| FC Etzella Ettelbruck      | -       | 2      | |
| Alliance Dudelange         | -       | 1      | |
| Sporting Club Differdange  | -       | 1      | |
| Racing FC Union Luxembourg | -       | 1      | |
| UNA Strassen               | -       | 1      | |

## Cầu Thủ

### Cầu Thủ ghi bàn nhiều nhất
| Năm     | Cầu thủ                                         | Đội                                             | Bàn Thắng |
| ------- | ----------------------------------------------- | ----------------------------------------------- | --------- |
| 2003–04 | José Andrade                                    | Spora Luxembourg                                | 24        |
| 2004–05 | Sergio Pupovac                                  | Alliance 01                                     | 24        |
| 2005–06 | Fatih Sözen                                     | Grevenmacher                                    | 23        |
| 2006–07 | Daniel da Mota                                  | Etzella Ettelbruck                              | 24        |
| 2007–08 | Emmanuel Coquelet                               | F91 Dudelange                                   | 20        |
| 2008–09 | Pierre Piskor                                   | Differdange 03                                  | 30        |
| 2009–10 | Daniel Huss                                     | Grevenmacher                                    | 22        |
| 2010–11 | Sanel Ibrahimović                               | Wiltz 71                                        | 18        |
| 2011–12 | Omar Er Rafik                                   | Differdange 03                                  | 23        |
| 2012–13 | Edis Osmanović                                  | Wiltz 71                                        | 21        |
| 2013–14 | Sanel Ibrahimović                               | Jeunesse Esch                                   | 22        |
| 2014–15 | Sanel Ibrahimović                               | Jeunesse Esch                                   | 21        |
| 2015–16 | Julien Jahier                                   | Racing                                          | 25        |
| 2016–17 | Omar Er Rafik                                   | Differdange 03                                  | 26        |
| 2017–18 | David Turpel                                    | F91 Dudelange                                   | 33        |
| 2018–19 | Samir Hadji                                     | Fola Esch                                       | 23        |
| 2019–20 | Not awarded, abandoned due to COVID-19 pandemic | Not awarded, abandoned due to COVID-19 pandemic |           |
| 2020–21 | Zachary Hadji                                   | Fola Esch                                       | 33        |

### Cựu cầu thủ
| Cầu Thủ            | Thời gian | Đội               | Số trận |
| ------------------ | --------- | ----------------- | ------- |
| Jonathan Joubert   | 1999–2021 | F91 Düdelingen    | 529     |
| Denis Scuto        | 1983–2001 | Jeunesse Esch     | 424     |
| René Peters        | 2001–2019 | Swift Hesperingen | 422     |
| Théo Scholten      | 1983–1999 |                   | 419     |
| Jeannot Moes       | 1967–1989 | FC Avenir Beggen  | 405     |
| Paul Koch          | 1983–2003 |                   | 403     |
| Jean Wagner        | 1989–2010 | Jeunesse Esch     | 403     |
| John van Rijswijck | 1983–2002 |                   | 394     |
| Daniel da Mota     | 2001–2020 | F91 Düdelingen    | 392     |
| Laurent Pellegrino | 1993–2012 | Union Luxemburg   | 390     |

## Liên Kết Ngoài
- Federation website (tiếng Pháp)
- League tại fifa.com

1. ↑  FA Red Boys Differdange và AS Differdange đã sáp nhập để thành lập FC Differdange 03 vào năm 2003. Cả ba đã cùng nhau giành được 7 chức vô địch và 14 lần về nhì.